# Zacarías Martínez Núñez
Zacarías Martínez Núñez (Baños de Valdearados, Burgos, 5 de noviembre de 1864 - Santiago de Compostela, 6 de septiembre de 1933), religioso agustino y biólogo español, discípulo de Santiago Ramón y Cajal.

## Biografía
Hijo de Pedro Martínez Gómez y de María de la Cruz Núñez Sanz, hizo sus primeros estudios en la escuela de su pueblo natal y los prosiguió en el convento de dominicos de Caleruega.  A los dieciséis entró como novicio en el convento de los agustinos de Valladolid, donde tomó los votos el año siguiente.   En el colegio de este convento y en el del monasterio de Santa María de la Vid cursó Filosofía y Teología hasta 1888, año en que se ordenó de sacerdote.  
En 1893 se doctoró en Ciencias físico-naturales en la Universidad Central.  Fue alumno de Santiago Ramón y Cajal, quien, en 1907, prologó su obra Estudios biológicos. Profesor en el colegio agustino de San Lorenzo de El Escorial y en otros centros de su orden.
En 1919 fue consagrado Obispo de Huesca y en 1923 de Vitoria. En 1927 fue ascendido finalmente a arzobispo de Santiago de Compostela, donde falleció. Una calle de Vitoria lo recuerda con su nombre.